# 1959 في الولايات المتحدة

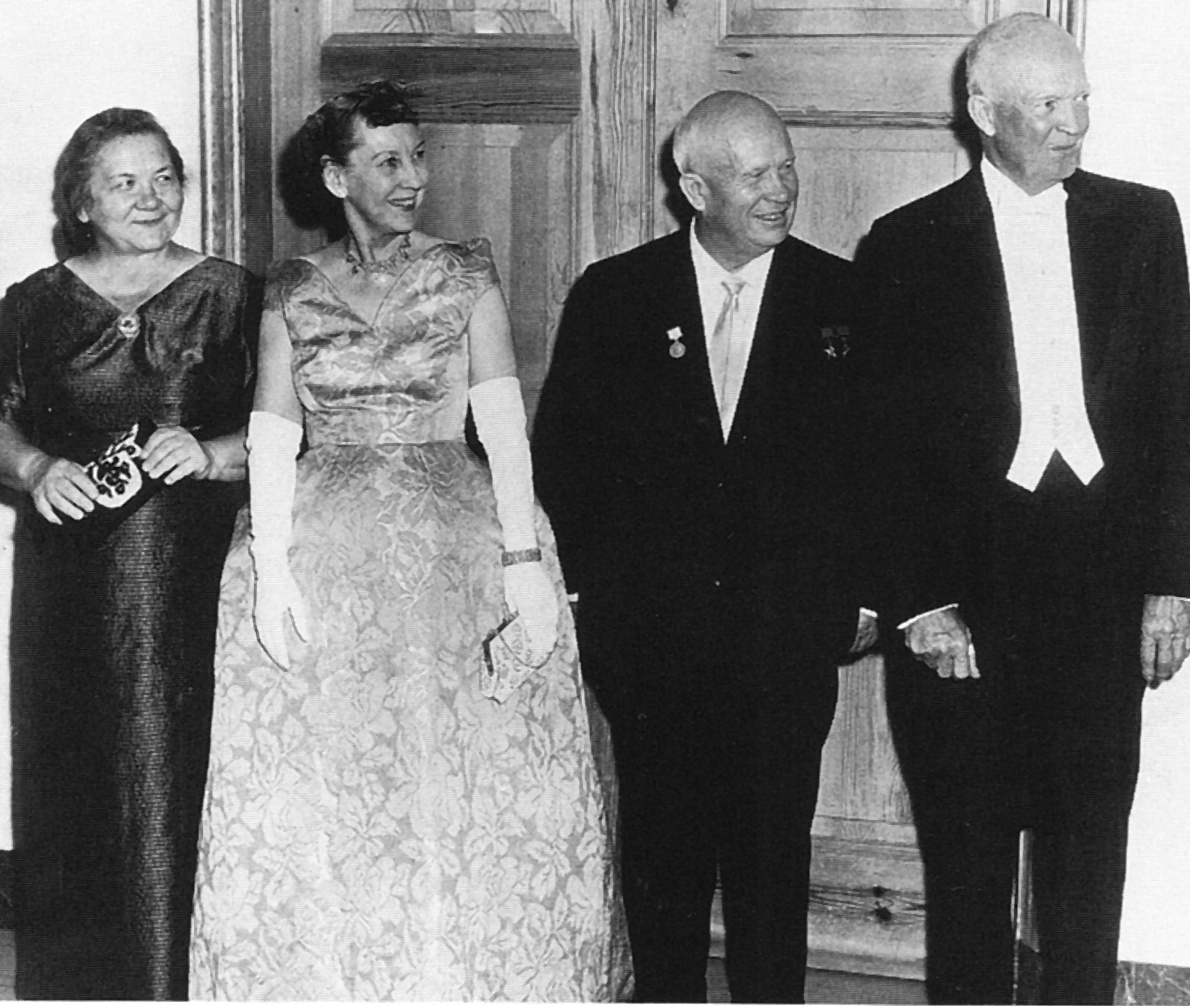
زيارة نيكيتا خروتشوف إلى الولايات المتحدة في سبتمبر 1959

فيما يلي قوائم الأحداث التي وقعت خلال عام 1959 في الولايات المتحدة.

## سياسة

### تعيين في المنصب
- 1 يناير – جورج ديكر نائب رئيس أركان جيش الولايات المتحدة [الإنجليزية]‏.
- 1 يناير – سليد غورتون عضو مجلس نواب واشنطن.
- 1 يناير – نيلسون روكفلر حاكم نيويورك [الإنجليزية]‏.
- 1 يناير – يوجين مكارثي عضو مجلس الشيوخ الأمريكي.
- 3 يناير – إدموند موسكي عضو مجلس الشيوخ الأمريكي.
- 3 يناير – تشيستر بولز عضو مجلس النواب الأمريكي.
- 3 يناير – جون ليندسي عضو مجلس النواب الأمريكي.
- 3 يناير – روبرت بيرد عضو مجلس الشيوخ الأمريكي.
- 3 يناير – هاريسون وليامز عضو مجلس الشيوخ الأمريكي.
- 3 يناير – ويليام ألن إيغان حاكم ألاسكا [الإنجليزية]‏.
- 5 يناير – جون جيه هيكي حاكم وايومنغ  [لغات أخرى]‏.
- 12 يناير – مارك هاتفيلد حاكم ولاية أوريغون [الإنجليزية]‏.
- 22 أبريل – كريستيان هيرتر وزير الخارجية الأمريكي.
- 21 أغسطس – دانيال إينوي عضو مجلس النواب الأمريكي.
- 21 أغسطس – وليام فرانسيس كوين حاكم هاواي [الإنجليزية]‏.
- 2 ديسمبر – توماس غيتس الابن وزير الدفاع الأمريكي.
- 8 ديسمبر – بيرترام ثوماس كومبس حاكم كنتاكي [الإنجليزية]‏.
- 15 ديسمبر – جون هنري كيل عضو مجلس النواب الأمريكي.

### انتهاء فترة المنصب
- 1 يناير – ليمان ليمنيتزر نائب رئيس أركان جيش الولايات المتحدة [الإنجليزية]‏.
- 2 يناير – إدموند موسكي حاكم مين [الإنجليزية]‏.
- 3 يناير – روبرت بيرد عضو مجلس النواب الأمريكي.
- 3 يناير – فريدريك جورج باين عضو مجلس الشيوخ الأمريكي.
- 3 يناير – يوجين مكارثي عضو مجلس النواب الأمريكي.
- 5 يناير – تشارلز ه .راسل حاكم نيفادا  [لغات أخرى]‏.
- 5 يناير – فيرنون والاس طومسون حاكم ولاية ويسكونسن [الإنجليزية]‏.
- 12 يناير – مارك هاتفيلد وزير خارجية أوريغون [الإنجليزية]‏.
- 20 يناير – جورج بيل تيمرمان حاكم كارولينا الجنوبية [الإنجليزية]‏.
- 22 أبريل – جون فوستر دالاس وزير الخارجية الأمريكي.
- 8 يونيو – توماس غيتس الابن الأمين العام.
- 30 يونيو – ماكسويل تايلور دافنبورت رئيس أركان جيش الولايات المتحدة.
- 21 أغسطس – جون أنطوني بيرنز عضو مجلس النواب الأمريكي.

## رياضة
- 1 يناير – إنديانابوليس 500 سنة 1959

## أفلام
من الأفلام التي صدرت هذه السنة في الولايات المتحدة:
- 1 يناير – الساحر من إخراج إدوارد دميتريك.
- 1 يناير – بورجي وبيس من إخراج أوتو بريمنغر.
- 1 يناير – ثقب في الرأس من إخراج فرانك كابرا.
- 1 يناير – حديث الوسائد من إخراج مايكل غوردون.
- 1 يناير – قصة الراهبة من إخراج فريد زينمان.
- 1 يناير – قطة على سقف من صفيح ساخن من إخراج ريتشارد بروكس.
- 18 مارس – يوميات آن فرانك من إخراج جورج ستيفنز.
- 29 مارس – البعض يفضلونها ساخنة من إخراج بيلي وايلدر.
- 1 يوليو – الخطة 9 من الفضاء الخارجي من إخراج إد وود.
- 1 يوليو – تحليل جريمة قتل من إخراج أوتو بريمنغر.[1]
- 17 يوليو – شمالا إلى الشمال الغربي من إخراج ألفريد هتشكوك.
- 18 نوفمبر – بن هور من إخراج ويليام وايلر.[2]

## برامج ومسلسلات وأنمي
- الأب أعلم
- توايلايت زون
- بونانزا
- غان سموك
- أز ذا وورلد تيرنز
- غايدنغ لايت

## موسيقى

### أغاني
من الأغاني التي صدرت هذه السنة في الولايات المتحدة:
- 1 يناير – تيك فايف من غناء ديف بروبيك.

## كتب
من الكتب التي صدرت هذه السنة في الولايات المتحدة:
- 1 يناير – المستقبل يبدأ غدا من تأليف إسحق عظيموف.
- 1 يناير – الويل يا بابل من تأليف بات فرانك.
- 1 أبريل – أزهار ألغرنون من تأليف دانيال كيز.

## مواليد

### يناير
- 1 يناير – آندي أندروس لاعب كرة مضرب أمريكي.
- 1 يناير – باروخ مارزل سياسي إسرائيلي.
- 1 يناير – بول كالديرون ممثل أمريكي.[3]
- 1 يناير – بيث بروك محاسبة قانونية معتمدة من الولايات المتحدة الأمريكية.
- 1 يناير – جيفري كلير صحفي أمريكي.
- 1 يناير – ديفيد إم فريدمان
- 1 يناير – روني ليستر لاعب كرة سلة أمريكي.
- 1 يناير – شون ماكفارلاند
- 1 يناير – كيمبريلي وليامز كرينشو[4]
- 1 يناير – لاري كلاين[5]
- 3 يناير – ماري روسي[6]
- 5 يناير – كلانسي براون[7]
- 6 يناير – جون ديميتا ممثل أمريكي.
- 8 يناير – كيفن ماكينا
- 22 يناير – ليندا بلير[8]
- 24 يناير – كيفن ماجي لاعب كرة سلة أمريكي.
- 27 يناير – كيث أولبرمان
- 30 يناير – دوير براون ممثل أمريكي.

### فبراير
- 2 فبراير – فرانكلين إدواردز لاعب كرة سلة أمريكي.
- 2 فبراير – كلارنس كيا لاعب كرة سلة أمريكي.
- 3 فبراير – دارنيل فالنتاين لاعب كرة سلة أمريكي.
- 4 فبراير – كيفن باريت
- 4 فبراير – لورانس تايلور[9]
- 10 فبراير – جون بيري دبلوماسي من الولايات المتحدة الأمريكية.
- 11 فبراير – برادلي كول ممثل أمريكي.
- 11 فبراير – دافيد لوبيث ثوبيرو سبّاح إسباني.
- 11 فبراير – هارولد غريني جندي من الولايات المتحدة الأمريكية.[10]
- 12 فبراير – أندرو ويفر درّاج طريق من الولايات المتحدة الأمريكية.
- 12 فبراير – تايرون بوز ملاكم من الولايات المتحدة الأمريكية.
- 12 فبراير – عمر حكيم[11]
- 12 فبراير – لاري نانس لاعب كرة سلة أمريكي.
- 15 فبراير – بيتر فرهوفن لاعب كرة سلة أمريكي.
- 15 فبراير – جوزيف آر غاناسكولي ممثل أمريكي.
- 16 فبراير – كيلي تريبوكا لاعب كرة سلة أمريكي.
- 17 فبراير – رودي جاينز سباح أمريكي.
- 18 فبراير – مايكل دوفين
- 22 فبراير – كايل ماكلاشلان ممثل أمريكي.[12]
- 22 فبراير – لويس لويد لاعب كرة سلة أمريكي.
- 23 فبراير – كلايتون أندرسون رائد فضاء أمريكي.[13]
- 24 فبراير – بيث برودريك ممثلة أمريكية.[14]
- 26 فبراير – تشاك أليكسيناس لاعب كرة سلة أمريكي.
- 28 فبراير – جاك أبراموف[15]

### مارس
- 1 مارس – كريس إنجلر لاعب كرة سلة أمريكي.
- 1 مارس – هارولد واو يفيسون عالم فلك أمريكي.
- 5 مارس – تاليا بلسم[16]
- 6 مارس – توم أرنولد[17]
- 8 مارس – أيدان كوين ممثل أمريكي.[18]
- 9 مارس – توم أماندس
- 9 مارس – جيف لامب لاعب كرة سلة أمريكي.
- 11 مارس – نينا هارتلي ممثلة ومخرجة ومنتجة اباحية.[19]
- 12 مارس – فان وينيتسكي لاعب كرة مضرب أمريكي.
- 13 مارس – كاثي هيلتون ممثلة أمريكية.[20]
- 14 أغسطس – مارسيا غاي هاردن ممثلة أمريكية.[21][21]
- 14 مارس – تمارا توين ممثلة أمريكية.[22]
- 15 مارس – إليوت تيلتشير لاعب كرة مضرب أمريكي.
- 15 مارس – كيفن لودر لاعب كرة سلة من الولايات المتحدة الأمريكية.
- 16 مارس – مايكل بلومفيلد رائد فضاء أمريكي.
- 17 مارس – داني أينج[23]
- 20 مارس – ستينغ
- 22 مارس – ماثيو مودين ممثل أمريكي.[24]
- 23 مارس – كاثرين كينر ممثلة أمريكية.[25]

### أبريل
- 2 أبريل – ديفيد فرانكل[26]
- 3 أبريل – مارك أدلر
- 4 أبريل – فيل موريس
- 10 أبريل – بيبي فيس[27]
- 15 أبريل – توماس ف. ويلسن
- 16 أبريل – مايكل بارات رائد فضاء أمريكي.[28]
- 20 أبريل – كلينت هوارد ممثل أمريكي.[29]
- 21 أبريل – تريسي جاكسون لاعب كرة سلة أمريكي.
- 22 أبريل – ريان ستايلز[30]
- 24 أبريل – إيفون كاغل
- 27 أبريل – أندرو فاير[31]
- 27 أبريل – نيكولاس كريستوف[32]
- 30 أبريل – رون كافينال لاعب كرة سلة أمريكي.
- 30 أبريل – ماري بورك

### مايو
- 1 مايو – إدي جونسون لاعب كرة سلة من الولايات المتحدة الأمريكية.
- 1 مايو – جاي لابيدوس لاعب كرة مضرب من الولايات المتحدة الأمريكية.
- 2 مايو – بيني بريتزكر[33]
- 3 مايو – كارلوس دي ليون
- 4 مايو – جوزيف جيمس الابن مصارع محترف من الولايات المتحدة الأمريكية.
- 5 مايو – برايان ويليامز
- 5 مايو – غاري دوبين ممثل أمريكي.[34]
- 7 مايو – سام وليامز لاعب كرة سلة أمريكي.
- 10 مايو – داني شيس لاعب كرة سلة أمريكي.
- 11 مايو – بروس ألين فيزيائي أمريكي.
- 12 مايو – فينج راميز ممثل أمريكي.[35]
- 14 مايو – روبرت غرين مؤلف أمريكي.[36]
- 15 مايو – جيل بولت تايلور
- 15 مايو – جين بانكس لاعب كرة سلة أمريكي.
- 16 مايو – تشارلز برادلي
- 16 مايو – ماري ويننغهام[37]
- 20 مايو – إسرائيل كاماكافيفوؤولي[38]
- 20 مايو – هوارد وود لاعب كرة سلة أمريكي.
- 21 مايو – لوريتا لينش[39]
- 21 مايو – نيك كاسافيتس[40]
- 22 مايو – آندي أندروس محاضر تحفيزي من الولايات المتحدة الأمريكية.[41]
- 22 مايو – اندريا طومسون ممثلة أمريكية.
- 22 مايو – ديفيد بلات
- 22 مايو – ليندا إموند ممثلة أمريكية.[42]
- 24 مايو – راندي سنو[43]
- 27 مايو – ميشيل سيسون دبلوماسية أمريكية.

### يونيو
- 6 يونيو – جون جاريس لاعب كرة سلة أمريكي.
- 7 يونيو – مايك بنس سياسي أمريكي.[44]
- 8 يونيو – مارك مكنمارا لاعب كرة سلة أمريكي.
- 9 يونيو – ديفي مور
- 10 يونيو – إليوت سبيتزر سياسي أمريكي.[45]
- 10 يونيو – إيلستون تيرنر
- 10 يونيو – جاي فنسنت لاعب كرة سلة أمريكي.
- 11 يونيو – جو مانلي ملاكم من الولايات المتحدة الأمريكية.
- 13 يونيو – تشاك نيفيت لاعب كرة سلة أمريكي.
- 16 يونيو – أولتيمت واريور[46]
- 16 يونيو – جون فرانكلين
- 16 يونيو – فرانك سانشيز محامي أمريكي.
- 20 يونيو – فان هيلاري سياسي أمريكي.
- 21 يونيو – توم تشامبرز لاعب كرة سلة من الولايات المتحدة الأمريكية.[47]
- 21 يونيو – ديريك رولاند[48]
- 22 يونيو – واين فيدرمان
- 23 يونيو – روبي سيمز ملاكم من الولايات المتحدة الأمريكية.
- 28 يونيو – جين هاتشر ملاكم من الولايات المتحدة الأمريكية.
- 29 يونيو – مايك باور لاعب كرة مضرب من الولايات المتحدة.
- 30 يونيو – فينسنت دونوفريو[49]

### يوليو
- 1 يوليو – آن سميث لاعبة كرة مضرب أمريكية.
- 2 يوليو – ويندي بي لورانس
- 5 يوليو – مارك رادفورد لاعب كرة سلة أمريكي.
- 7 يوليو – بيلي كامبل ممثل أمريكي.[50]
- 8 يوليو – روبرت نبر[51]
- 9 يوليو – ديزل
- 10 يوليو – ديفيس فيني درّاج طريق من الولايات المتحدة الأمريكية.
- 11 يوليو – ريتشي سامبورا[52]
- 11 يوليو – سوزان فيغا مغنية أمريكية.[53]
- 12 يوليو – تشارلز ميرفي ممثل أمريكي.[54]
- 12 يوليو – ستيف فولر
- 13 يوليو – ابن موغلن
- 13 يوليو – جو لوكهارت
- 14 يوليو – سوسانا مارتينيز
- 18 يوليو – ميل بورسيل لاعب كرة مضرب من الولايات المتحدة.
- 22 يوليو – بريان واريك لاعب كرة سلة أمريكي.
- 26 يوليو – كيث باستيك
- 26 يوليو – كيفين سبيسي[55]
- 29 يوليو – مايك ماكغي لاعب كرة سلة أمريكي.

### أغسطس
- 1 أغسطس – كين بينيت سياسي من الولايات المتحدة الأمريكية.
- 2 أغسطس – فكتوريا جاكسون
- 3 أغسطس – جون مغينلي[56]
- 3 أغسطس – مايك جمينسكي لاعب كرة سلة أمريكي.
- 6 أغسطس – جرانت الكسندر ممثل أمريكي.
- 9 أغسطس – مايكل كوروس مصمم من الولايات المتحدة الأمريكية.
- 10 أغسطس – روزانا أركيت[57]
- 12 أغسطس – لينيت ودارد
- 13 أغسطس – ستيفن ستروغاز رياضياتي أمريكي.
- 14 أغسطس – بيتر شور
- 14 أغسطس – فرانك بريكوسكي لاعب كرة سلة أمريكي.
- 14 أغسطس – ماجيك جونسون[58]
- 14 أغسطس – مارسيا غاي هاردن ممثلة أمريكية.[21][21]
- 15 أغسطس – سكوت ألتمان رائد فضاء أمريكي.
- 16 أغسطس – روري وايت
- 17 أغسطس – أندي كولبرج لاعب كرة مضرب أمريكي.
- 17 أغسطس – ديفيد كوريش[59]
- 17 أغسطس – زام فريدريك لاعب كرة سلة أمريكي.
- 18 أغسطس – جيمس تور كيميائي أمريكي.
- 19 أغسطس – أنتوني سويل قاتل متسلسل من الولايات المتحدة الأمريكية.
- 19 أغسطس – ريكي بيرس لاعب كرة سلة أمريكي.
- 23 أغسطس – جون أدلر سياسي أمريكي.[60]
- 24 أغسطس – ويس ماثيوز لاعب كرة سلة أمريكي.
- 25 أغسطس – إيان فالكونر[61]
- 26 أغسطس – ستان فان جوندي
- 28 أغسطس – براين طومسون[62]
- 28 أغسطس – جيم فيتزباتريك ممثل أمريكي.

### سبتمبر
- 3 سبتمبر – ميريت بوتريك[63]
- 5 سبتمبر – أندريه فيليبس[64]
- 8 سبتمبر – كيري كينيدي[65]
- 8 سبتمبر – لاري سبريغز لاعب كرة سلة أمريكي.
- 10 سبتمبر – خايمي غارزا
- 11 سبتمبر – جون هوكس ممثل أمريكي.
- 12 سبتمبر – بن تشاندلر سياسي أمريكي.
- 13 سبتمبر – ألفونسو فريمان ممثل أمريكي.
- 14 سبتمبر – كيرك بالتز ممثل أمريكي.
- 14 سبتمبر – مايك هنتر ملاكم من الولايات المتحدة الأمريكية.
- 15 سبتمبر – دوغ شابيرو درّاج طريق من الولايات المتحدة الأمريكية.
- 15 سبتمبر – مايك ويلسون لاعب كرة سلة من الولايات المتحدة الأمريكية.
- 17 سبتمبر – كيث كوك
- 17 سبتمبر – ليستر كونر
- 19 سبتمبر – كين غرين لاعب كرة سلة من الولايات المتحدة الأمريكية.
- 21 سبتمبر – ديف كولير ممثل أمريكي.[66]
- 22 سبتمبر – سول بيرلموتر[67]
- 23 سبتمبر – إليزابيث بينيا[68]
- 23 سبتمبر – جيسون الكسندر
- 27 سبتمبر – بيت هايدن
- 28 سبتمبر – ميتشل يغينز

### أكتوبر
- 3 أكتوبر – جاك فاغنر[69]
- 5 أكتوبر – مايا لين[70]
- 7 أكتوبر – ديلان بيكر ممثل أمريكي.[71]
- 10 أكتوبر – برادلي ويتفورد ممثل أمريكي.[72]
- 12 أكتوبر – آنا اسكوبيدو كابرال سياسية أمريكية.
- 23 أكتوبر – سام رايمي[73]
- 23 أكتوبر – ويرد أل يانكوفيك[74]
- 24 أكتوبر – براد جونسون ممثل أمريكي.
- 26 أكتوبر – بول فارمر
- 27 أكتوبر – ريك كارلايل
- 27 أكتوبر – كلينتون ويلر لاعب كرة سلة أمريكي.
- 28 أكتوبر – راندي ويتمان
- 29 أكتوبر – روكي سيكورسكي ملاكم من الولايات المتحدة الأمريكية.
- 30 أكتوبر – أليكس برادلي لاعب كرة سلة أمريكي.
- 30 أكتوبر – ريتشارد لاجرافينيز[75]
- 31 أكتوبر – آن هنريكسون لاعبة كرة مضرب أمريكية.
- 31 أكتوبر – مايكل روجرز ضابط استخبارات من الولايات المتحدة الأمريكية.[76]

### نوفمبر
- 2 نوفمبر – تيد كيتشيل لاعب كرة سلة أمريكي.
- 3 نوفمبر – تيموثي ميرفي ممثل أمريكي.[77]
- 7 نوفمبر – بروك ستيب لاعب كرة سلة أمريكي.
- 7 نوفمبر – دانيال كرونين سياسي أمريكي.
- 10 نوفمبر – راندي مامولا متسابق دراجات نارية من الولايات المتحدة الأمريكية.
- 11 نوفمبر – كارل وليامز ملاكم من الولايات المتحدة الأمريكية.[78]
- 11 نوفمبر – لي هانيي
- 13 نوفمبر – هانك ماكدويل لاعب كرة سلة أمريكي.
- 15 نوفمبر – تيموثي كريمر رائد فضاء أمريكي.[79]
- 19 نوفمبر – أليسون جاني[80]
- 20 نوفمبر – رون ساسكيند صحفي أمريكي.
- 20 نوفمبر – شون يونغ ممثلة أمريكية.[81]
- 23 نوفمبر – تيم ويلكيسون لاعب كرة مضرب أمريكي.
- 24 نوفمبر – ديف ماجلي لاعب كرة سلة أمريكي.
- 29 نوفمبر – رام ايمانويل سياسي أمريكي.[82]
- 30 نوفمبر – لينتون تاونز لاعب كرة سلة أمريكي.[83]

### ديسمبر
- 3 ديسمبر – كاثي جوردان لاعبة كرة مضرب من الولايات المتحدة.
- 6 ديسمبر – ديبورا إيسترين
- 7 ديسمبر – لس براون سياسي أمريكي.
- 8 ديسمبر – مارك ديكسون لاعب كرة مضرب أمريكي.
- 9 ديسمبر – ماريو كانتون ممثل أمريكي.[84]
- 10 ديسمبر – مارك أغيري
- 11 ديسمبر – براين فوكس مهندس من الولايات المتحدة الأمريكية.
- 16 ديسمبر – أورلاندو وولريدج لاعب كرة سلة أمريكي.[85]
- 16 ديسمبر – اريك كورلي
- 17 ديسمبر – ألبرت كينغ لاعب كرة سلة أمريكي.
- 20 ديسمبر – ترينت تاكر لاعب كرة سلة أمريكي.
- 21 ديسمبر – فلورنس غريفيث جوينر عداءة سرعة من الولايات المتحدة الأمريكية.[86]
- 24 ديسمبر – لي دانييلز[87]
- 25 ديسمبر – مايكل فيليب أندرسون رائد فضاء أمريكي.[88]
- 29 ديسمبر – باتريسيا كلاركسون
- 31 ديسمبر – فال كيلمر ممثل أمريكي.[89]

## وفيات

### يناير
- 1 يناير – إدموند هارفي (مواليد 1887) عالم حيوان من الولايات المتحدة الأمريكية.[90]
- 21 يناير – سيسيل ديميل (مواليد 1881)[91]
- 22 يناير – إليزابيث مور (مواليد 1876) لاعبة كرة مضرب من الولايات المتحدة.

### فبراير
- 3 فبراير – بودي هولي (مواليد 1936)[92]
- 3 فبراير – ريتشي فالنس (مواليد 1941)[93]
- 8 فبراير – وليام دونوفان (مواليد 1883) سياسي أمريكي.[94]
- 11 فبراير – هاردي كروس (مواليد 1885) مهندس أمريكي.[95]
- 17 فبراير – كاثرين آدامز (مواليد 1893) ممثلة من الولايات المتحدة الأمريكية.[96]

### مارس
- 3 مارس – لو كوستيلو (مواليد 1906)[97]
- 11 مارس – أوتيس واو جلين (مواليد 1879) سياسي أمريكي.[98]
- 25 مارس – ألبرت كروشيل (مواليد 1889) درّاج طريق من الولايات المتحدة الأمريكية.
- 26 مارس – رايموند تشاندلر (مواليد 1888)[99]

### أبريل
- 2 أبريل – مود بارجر والاتش (مواليد 1870) لاعبة كرة مضرب من الولايات المتحدة.
- 9 أبريل – فرانك لويد رايت (مواليد 1869) مهندس معماري من الولايات المتحدة الأمريكية.[100]
- 12 أبريل – جيمس جليسون (مواليد 1882)[101]
- 16 أبريل – تشارلز هالتون (مواليد 1876)[102]
- 18 أبريل – إيرفينغ كامينغز (مواليد 1888)[103]
- 26 أبريل – تشارلز رندل مابي (مواليد 1877) سياسي أمريكي.[104]

### مايو
- 22 مايو – هيلين بينكرد يونج (مواليد 1877) مهندسة معمارية من الولايات المتحدة الأمريكية.
- 24 مايو – جون فوستر دالاس (مواليد 1888) سياسي أمريكي.[105]
- 31 مايو – جون باتريك (مواليد 1898) لاعب رغبي أمريكي.

### يونيو
- 5 يونيو – هاري هاريس (مواليد 1880) ملاكم من الولايات المتحدة الأمريكية.
- 18 يونيو – إثيل باريمور (مواليد 1879)[106]
- 29 يونيو – تشيستر غان (مواليد 1908) ممثل أمريكي.

### يوليو
- 1 يوليو – ماكس اوتو لورنز (مواليد 1876) عالم اقتصاد أمريكي.[107]
- 9 يوليو – فرانك فوغن (مواليد 1902) لاعب كرة قدم أمريكي.[108]
- 11 يوليو – جيلبرت مورغان سميث (مواليد 1885) عالم نبات أمريكي.[109]
- 17 يوليو – بيلي هوليدي (مواليد 1915)[110]
- 20 يوليو – هاري فوكس (مواليد 1882)[111]
- 22 يوليو – دوغلاس مكاي (مواليد 1893) سياسي أمريكي.[112]

### أغسطس
- 5 أغسطس – جي بات كولينز (مواليد 1895) ممثل أمريكي.[113]
- 6 أغسطس – بريستون ستورجس (مواليد 1898)[114]
- 9 أغسطس – جون غامبل كيركوود (مواليد 1907)[115]
- 19 أغسطس – جيكوب إبستين (مواليد 1880)[116]

### سبتمبر
- 11 سبتمبر – بول دوغلاس (مواليد 1907) ممثل أمريكي.[117]
- 13 سبتمبر – فرانك كومرفورد ووكر (مواليد 1886) سياسي أمريكي.[118]
- 14 سبتمبر – اين موريس (مواليد 1914)
- 20 سبتمبر – أولين هولاند (مواليد 1886)[119]
- 28 سبتمبر – فنسنت ريتشاردز (مواليد 1903) لاعب كرة مضرب من الولايات المتحدة.[120]
- 29 سبتمبر – هارولد هوبر (مواليد 1909) ممثل أمريكي.[121]
- 30 سبتمبر – تايلور هولمز (مواليد 1878) ممثل أمريكي.[122]
- 30 سبتمبر – روس جرانفيل هاريسون (مواليد 1870)[123]

### أكتوبر
- 7 أكتوبر – ماريو لانزا (مواليد 1921)[124]
- 16 أكتوبر – جورج مارشال (مواليد 1880) سياسي أمريكي.[125]
- 29 أكتوبر – إديث كلارك (مواليد 1883) مهندسة أمريكية.

### نوفمبر
- 18 نوفمبر – آرثر كيو. براين (مواليد 1899)[126]
- 19 نوفمبر – إدوارد سي تولمان (مواليد 1886) عالم نفس أمريكي.[127]

### ديسمبر
- 9 ديسمبر – توني كانزونيري (مواليد 1908) ملاكم من الولايات المتحدة الأمريكية.[128]
- 12 ديسمبر – راشيل سمبسون (مواليد 1880) ممثل أمريكي.[129]
- 31 ديسمبر – سيدني فاي بلايك (مواليد 1892) عالم نبات أمريكي.[130]